# Mazateupa
Mazateupa es una localidad del municipio de Nacajuca ubicado en la subregión centro del estado mexicano de Tabasco.

## Geografía
La localidad de Mazateupa se sitúa en las coordenadas geográficas 18°02′34″N 92°56′35″O / 18.042778, -92.943056, a una elevación de 1 metro sobre el nivel del mar.

## Demografía
Según el Conteo de Población y Vivienda 2020, efectuado por el Instituto Nacional de Estadística y Geografía, la localidad de Mazateupa tiene 2,670 habitantes, de los cuales 1,294 son del sexo masculino y 1,376 del sexo femenino. Su tasa de fecundidad es de 2.22 hijos por mujer y tiene 641 viviendas particulares habitadas.
| Gráfica de evolución demográfica de Mazateupa entre 1900 y 2020 |
|                                                                 |
| INEGI.                                                          |